# Sigtuna museum
Sigtuna museum, tidigare Sigtuna Fornhem, är ett kommunalt museum vid Lilla torg vid Stora gatan i Sigtuna. Museet ligger på den tomt där den första kungsgården byggdes vid slutet på 900-talet. Sedan 2016 är verksamhetens namn Sigtuna museum & Art och omfattar även ansvar för konst i Sigtuna kommun.

## Stiftelsen Sigtuna Fornhem bildas
Museet grundades 1916 med att Stiftelsen Sigtuna Fornhem bildades på initiativ av historikern Olof Palme. Den nuvarande museibyggnaden i rödmålat trä från 1700-talet inköptes, varpå museet invigdes 1923. Det byggdes ut på 1960-talet efter ritningar av Folke Hederus med nya utställningslokaler, reception och magasin. Det är sedan 1968 kommunalt och är öppet året runt.
Sigtuna är en av Sveriges äldsta städer. Därför ingår det en stor mängd arkeologiska föremål i museets samlingar.  Även om museet är aktivt på många områden så är den arkeologiska profilen starkt markerad. Sedan 1985 har en rad stora undersökningar ägt rum i Sigtunas medeltida kulturlager, ”den svarta jorden”, under museets ledning. Detta har resulterat i en av landets största samlingar av arkeologiska fynd och gett nya utgångspunkter för forskningen.

## Basutställningar
Sigtuna museums basutställningar heter Sigtuna historier/ Sigtuna Stories. Den visar Sigtunas historia. Från landhöjningen till Sigtuna stad under 1000-talet fram till att Sveriges största flygplats Arlanda byggdes i kommunen. Utställningen har ett barnspår. Det finns interaktiva stationer. Via ett antal silvermynt ur Sundvedaskatten binds nutid och 1000-talets inflyttning till Sigtuna samman. I utställningen finns många olika berättelser.

## Föremålsdatabas
Museet har under många arbetat med att digitalisera sin föremålsdokumentation för att lagra den i en central databas. De första föremålen som digitaliserades var fyndistorna från de senaste decenniernas arkeologiska utgrävningar. Dessa 120 000 föremålsposter var lätta att flytta till databasen, eftersom de redan var digitala. Ett mödosamt har därefter gjorts för att digitalisera alla analoga inventarielistor från 1911 och fram till 1980-talet. Dessa listor omfattade utgrävningslistor, inventarier i Lundströmska gården och Sigtuna rådhus samt kommunens konstsamling. De 35 000 posterna har knappats in för hand en och en. Tack vare god hjälp av en handfull museimän och arkeologer var det stora arbetet avslutat i september 2016. Därefter är nästa steg i processen att museet publicerar sin databas och gör den sökbar via en hemsida på Internet, med bilder och rådata. Över 100 000 föremål finns listade som ska publiceras. Avsikten är att bilderna i databasen kommer att fyllas på allteftersom.

## Museets övriga verksamhet
Till museets verksamhet hör också Borgmästargården, det välbevarade Rådhuset från 1700-talet samt Lundströmska gården, en handelsbod med 1800-talsatmosfär, vilka hålls öppna för besök sommartid.
Borgmästargården i Sigtuna ligger på Borgmästarvägen 1 och här bodde Sigtuna stads sista borgmästare Gustaf Dahl från 1929 fram till sin död 1992. Huset är ritat av funkisarkitekten Uno Åhrén. På sin 100-årsdag år 1990 skänkte Gustaf Dahl sitt hus till Sigtuna stad. Huset är nu en del av Sigtuna museum.
Chef mellan 1985 och 2010 var Sten Tesch. Han efterträddes av Anders Wikström. Ted Hesselbom tillträdde som chef 2013.
Lars Erik Falk har formgivit Sigtuna museums logotyp. En skulptur av honom finns också i museets trädgård.

## Bilder

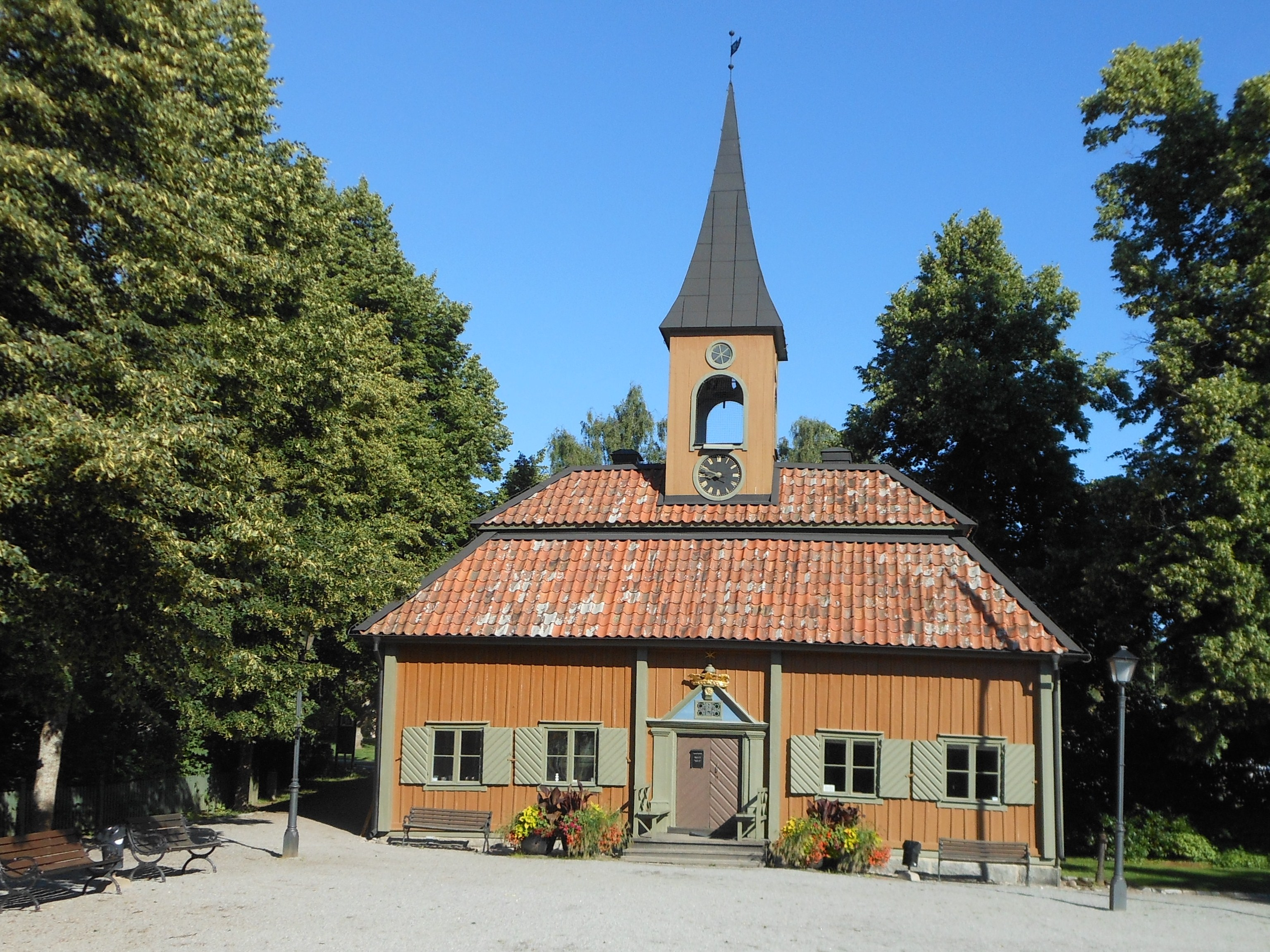
Sigtuna rådhus från 1700-talet, vid Stora torget, nu en del av museet.
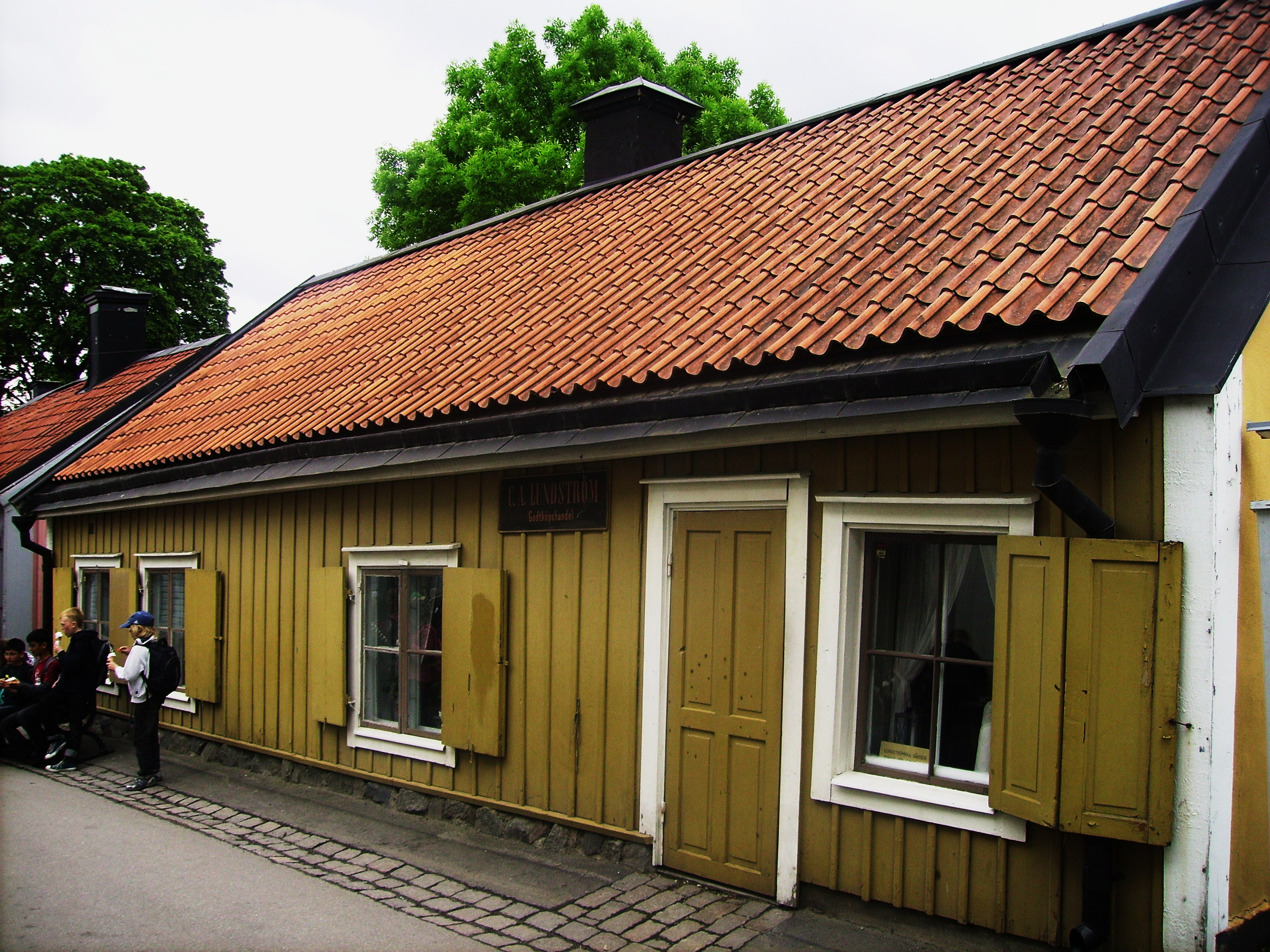
Lundströmska gården från sekelskiftet 1900, Stora gatan 39, nu en del av museet.
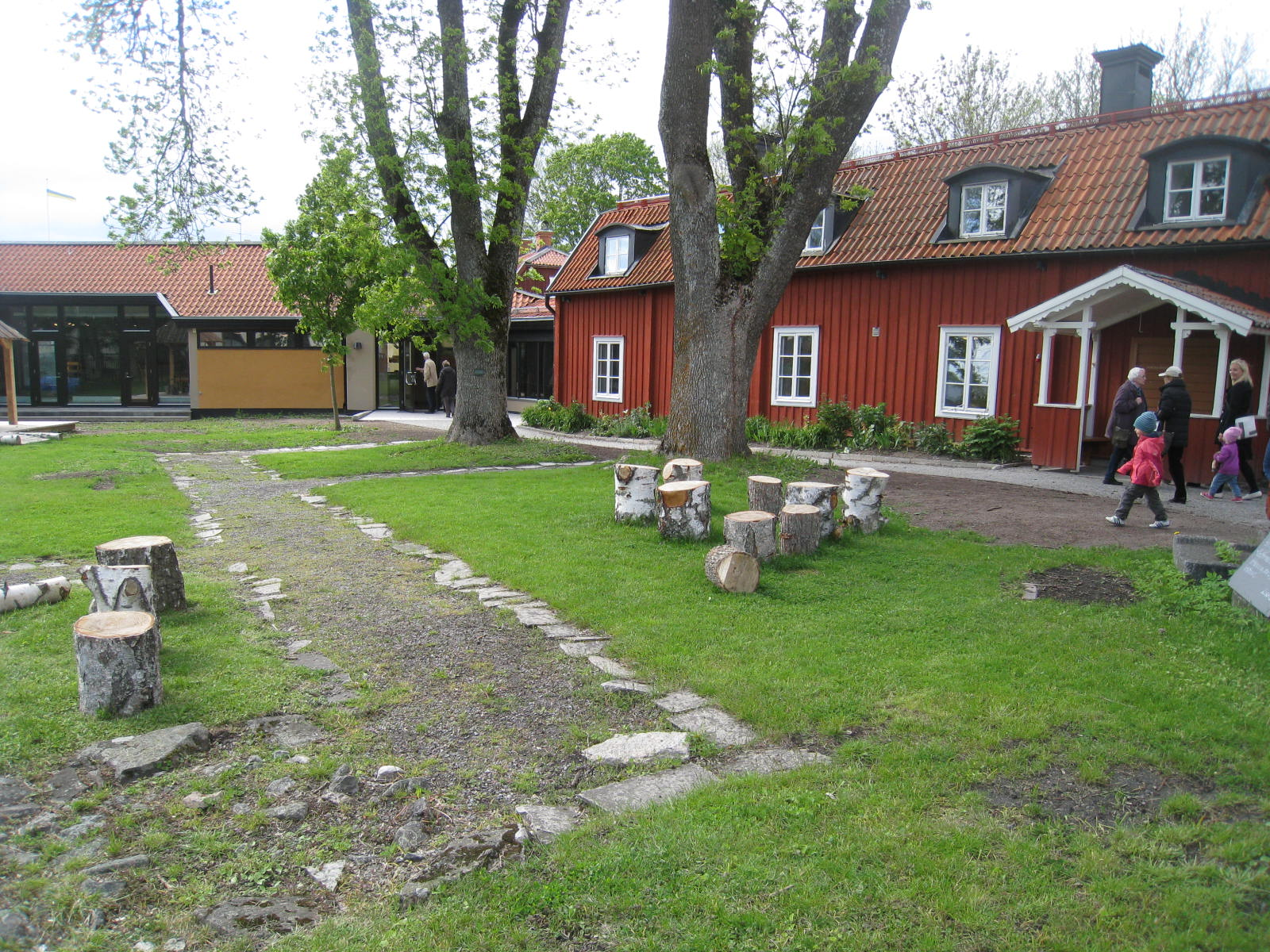
Innergården med utställningslokaler och reception.
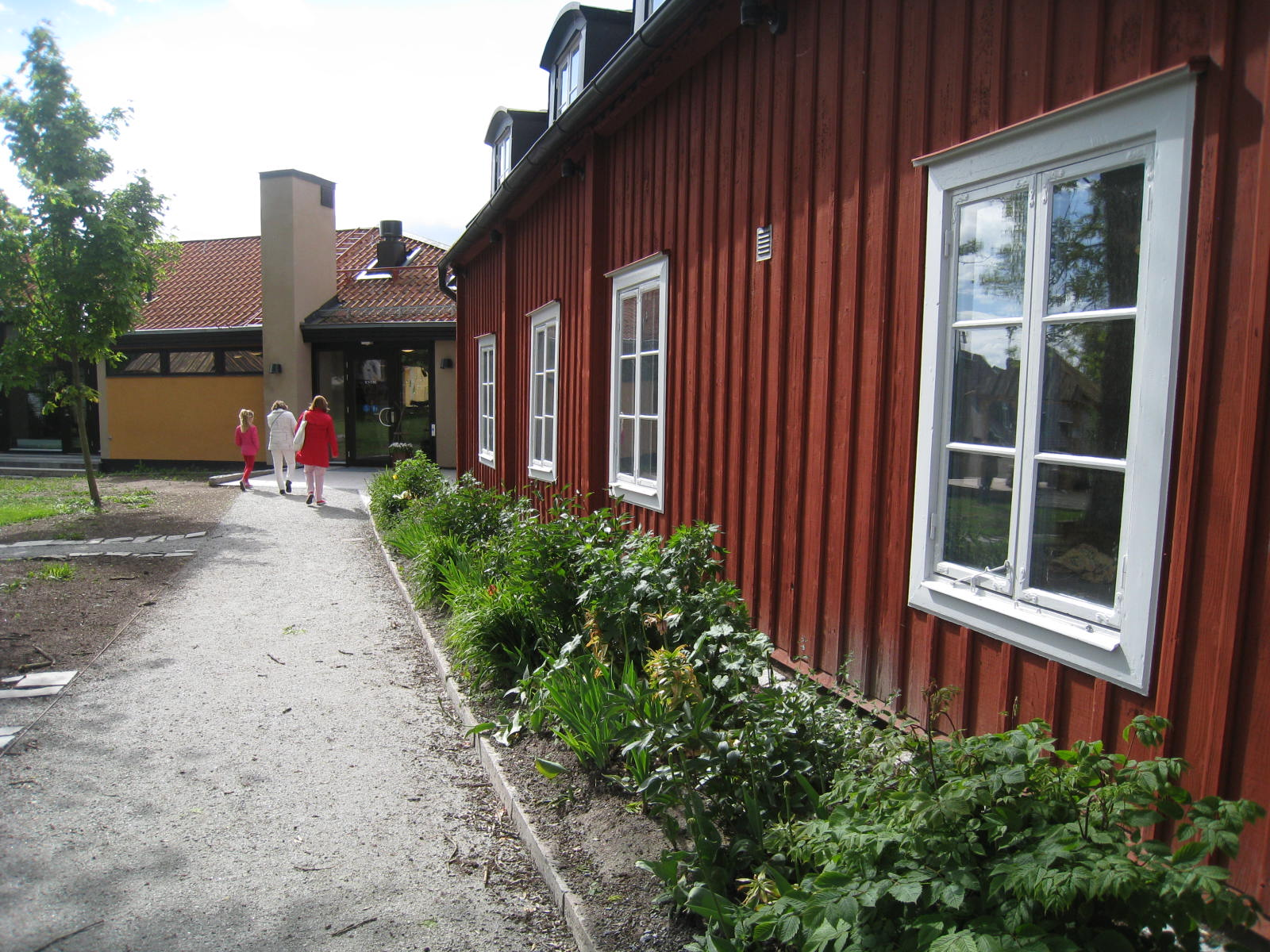
Innergården med utställningslokaler och reception.